# Julius Eisenstein
Pour les articles homonymes, voir Eisenstein.
Julius Eisenstein (hébreu et yiddish יהודה דוד אייזענשטיין Yehouda David Eisenstein), dit le Ba'al ha-Otzarot (l'auteur des Otzars), né le 12 novembre 1854 à Międzyrzec Podlaski et mort le 17 mai 1956 à New York, est un auteur, imprimeur et érudit juif américain, d'origine polonaise, des XIXe et XXe siècles.

## Biographie
Julius Eisenstein naît à Międzyrzec Podlaski, une ville située actuellement dans le powiat de Biała Podlaska et la voïvodie de Lublin, et alors en Pologne russe. Après avoir reçu une éducation talmudique de son grand-père, Azriel Zelig, appris l'hébreu moderne dans la littérature de la Haskala, le russe et l'allemand, il rejoint son père aux États-Unis en 1872, à l'âge de 17 ans. Il s'installe à New York et se marie l'année suivante à Rebecca Shapira. Il devient un homme d'affaires prospère, mais perd une grande partie de sa fortune dans une tentative manquée d'établir une colonie agricole dans le New Jersey pour les immigrants juifs.
Amoureux de la langue hébraïque, Eisenstein fonde en Amérique la première société qui s'y consacrât : le Shocharei Sfat Ever. Il est aussi le premier à traduire en hébreu et en yiddish la Constitution des États-Unis (New York, 1891). Parmi ses écrits les plus anciens on trouve également Ma'amare Bamassoret (ib. 1897) et Le Psautier classifié (Pesuke de-Zimrah), comprenant le texte hébraïque avec une nouvelle traduction (1899). Il essaye également de traduire et d'expliquer un texte modifié du Choulhan Aroukh.
Eisenstein prend une grande part dans la controverse autour de Kolel America, une société qui se proposait de collecter des fonds pour les Juifs pauvres de Palestine ; en tant que dirigeant du mouvement, il pense que l'argent recueilli aux États-Unis devrait aller en premier lieu à ceux qui avaient résidé en Amérique. Dans Ha-Modia' la-Hadashim (New York) pour l'année 1901 il publie, sous le titre Le-Dorot Gole Russiya be-America, une esquisse de l'histoire de l'émigration des Juifs de Russie vers l'Amérique. Son Histoire de la première congrégation juive russo-américaine paraît dans le no. 9 des Publications of the Am. Jew. Hist. Soc, 1901.

## Positionnement idéologique et religieux
La culture de Julius Eisenstein était extraordinairement vaste. Cependant, malgré sa participation active à la diffusion de la science du judaïsme, Eisenstein éprouvait une hostilité marquée envers le judaïsme réformé et le judaïsme conservateur (Sherman, 1996), bien qu'il conservât de bons rapports avec ses collaborateurs, ayant engagé Jacob Zallel Lauterbach pour rédiger quelques articles de l’Otzar Israël, et invité Isidore Singer au repas en l'honneur de la conclusion du dixième tome de cette encyclopédie.
Dans divers travaux, Eisenstein emploie le terme de « Haredim » pour définir les groupes de rabbins auquel il s'identifie. Cependant, il n'existait pas, aux États-Unis, de communauté haredi au sens moderne jusqu'aux années après la Seconde Guerre mondiale, bien que des noyaux puissent s'y être trouvés. Par ailleurs, Eisenstein consigne dans son journal la venue de divers dirigeants sionistes, comme Nahum Sokolow, le Rav Kook, Haïm Weizmann, Ephraïm Rottenberg et d'autres, ce qui ne peut être le fait d'un Haredi, dont l'idéologie politique est non-sioniste sinon anti-sioniste. Il semble donc qu'il entende par Haredim les gens résolument fidèles au judaïsme orthodoxe, par opposition à des mouvements comme l'Union orthodoxe qui, jusqu'à l'après-Guerre Mondiale, entretient des rapports étroits avec le Jewish Theological Seminary of America, fief du judaïsme conservative.
Lors de sa visite en terre d'Israël, en mars 1926, Eisenstein se rend chez le Rav Kook, le Rav Yosef Chaim Sonnenfeld, dirigeant de la Edah Haredit de Jérusalem. Il visite également des institutions de l'ancien yichouv.
Il s'émerveille de la rapidité avec laquelle se construit Tel Aviv, de l'observance du chabbat qui y règne, et de l'emploi de l'hébreu comme langue du quotidien. En revanche, il critique durement les mœurs des habitants du kibboutz Eïn-Harod, « source de l'impureté en ce qui concerne la vie familiale, car ils se marient sans houppa et sans kiddoushin, et certains mangent même du hametz à Pessah [...] quand bien même le Rav Kook a voulu leur fournir des matzot gratuitement. » Il n'en exprime pas moins l'espoir que même ceux-là se détourneront avec le temps de ces voies profanes et reviendront à l'observance du judaïsme, en grande partie grâce à l'hébreu et au chabbat.

## Principaux ouvrages
On doit à Julius Eisenstein plus de 150 entrées dans la Jewish Encyclopedia (1901-1906). Il a également rédigé des milliers d'articles dans des journaux, des revues, des encyclopédies et surtout des anthologies, qu'il appelle Otzar (trésor) :
- Otzar Israël, une encyclopédie en 10 volumes, éditée entre 1906 et 1913, dont Eisenstein fut le principal auteur. Concernant tout ce qui touche aux Juifs et aux judaïsme, elle a cette particularité d'être la première encyclopédie générale en hébreu qui ne soit pas exclusivement consacrée à des sujets juifs. Eisenstein avait entrepris ce travail pour remédier aux lacunes en matière de Halakha et de droit hébraïque qu'il percevait dans la Jewish Encyclopedia en anglais, lui reprochant en outre de consacrer des entrées à des Juifs dont la contribution au judaïsme ou à son histoire étaient nuls. (Levy 2002).
- Otzar Midrashim (אוצר מדרשים Anthologie de midrashim), collection de 200 midrashim mineurs, 1915
- Otzar D'roushim Nivharim (אוצר דרושים נבחרים Anthologie de sermons choisis), une anthologie de la littérature midrashique, 1918
- Otzar Peroushim we-Tziyourim LaHaggada shel Pessah (אוצר פירושים וציורים להגדה של פסח anthologie de commentaires et illustrations de la Haggada de Pessah), 1920
- Otzar Massaot (אוצר מסעות Anthologie de voyages), une anthologie d'itinéraires des voyageurs et explorateurs juifs en Palestine, Syrie, Égypte et autres pays, 1926
- Otzar Vikkouhim (אוצר ויכוחים Anthologie de disputations), recueil de polémiques entre Juifs et chrétiens sur le bien-fondé de leurs religions respectives, 1928
- Otzar Zikhronotaï (אוצר זיכרונותי Anthologie de mes souvenirs), mémoires, 1929
- Otzar dinim ouminhaggim (אוצר דינים ומנהגים Anthologie de lois et coutumes), un résumé des lois et coutumes juives, 1938
- Otzar Ma'amare Hazal (אוצר מאמרי חז"ל Anthologie des dits des Sages), une concordance des dits rabbiniques, 1947
- Otzar Ma'amare Tanakh (1947) (אוצר מאמרי התנ"ך Anthologie des dits bibliques), une concordance des mots, phrases et expressions dans la Bible hébraïque

Ces travaux peuvent être pour la plupart téléchargés à HebrewBooks.org.

### Influence et critique
Bien que les Otzarot aient été éditées à New York, elles étaient rédigées en hébreu, à une époque où cette langue était au centre d'une controverse quant à la restauration de son usage comme langue profane. Les travaux d'Eisenstein, en particulier ses écrits scientifiques, contribuèrent grandement à la popularisation de l'hébreu au sein de la communauté juive américaine. En effet, en dépit d'un manque d'exactitude scientifique élevée ou, peut-être grâce à cela, ils étaient très populaires dans la première moitié du XXe siècle.
Cependant, ses livres ont fait l'objet de critiques parfois sévères dans le monde haredi, le Rosh yeshiva (directeur académique) de Mishkan Hatorah Har-Nof, Yehouda Lavi Ben-David lui reprochant d'inclure dans ses sources des livres d'hérétiques voire d'idolâtres, et indiquant que de nombreux rabbins estiment n'avoir aucun besoin de ses livres et refusent d'en posséder.
Par ailleurs, Eisenstein lui-même reconnaît changer le texte originel dans un but éducatif ou social. Cependant, en l'absence d'étude quantitative, il est difficile d'évaluer les altérations qu'il a fait subir aux textes, et celles-ci pourraient être minimes, en nombre comme en qualité.